# فالنگوو
فالنگوو (به لهستانی:  Falniów) یک روستا در لهستان است که در Gmina Miechów واقع شده‌است.
 فالنگوو  ۳۴۰ نفر جمعیت دارد.